# Centre des Sciences et des Arts – la Vieille Mine à Wałbrzych
 (mai 2024).
Le contenu est difficilement compréhensible vu les erreurs de traduction, qui sont peut-être dues à l'utilisation d'un logiciel de traduction automatique.

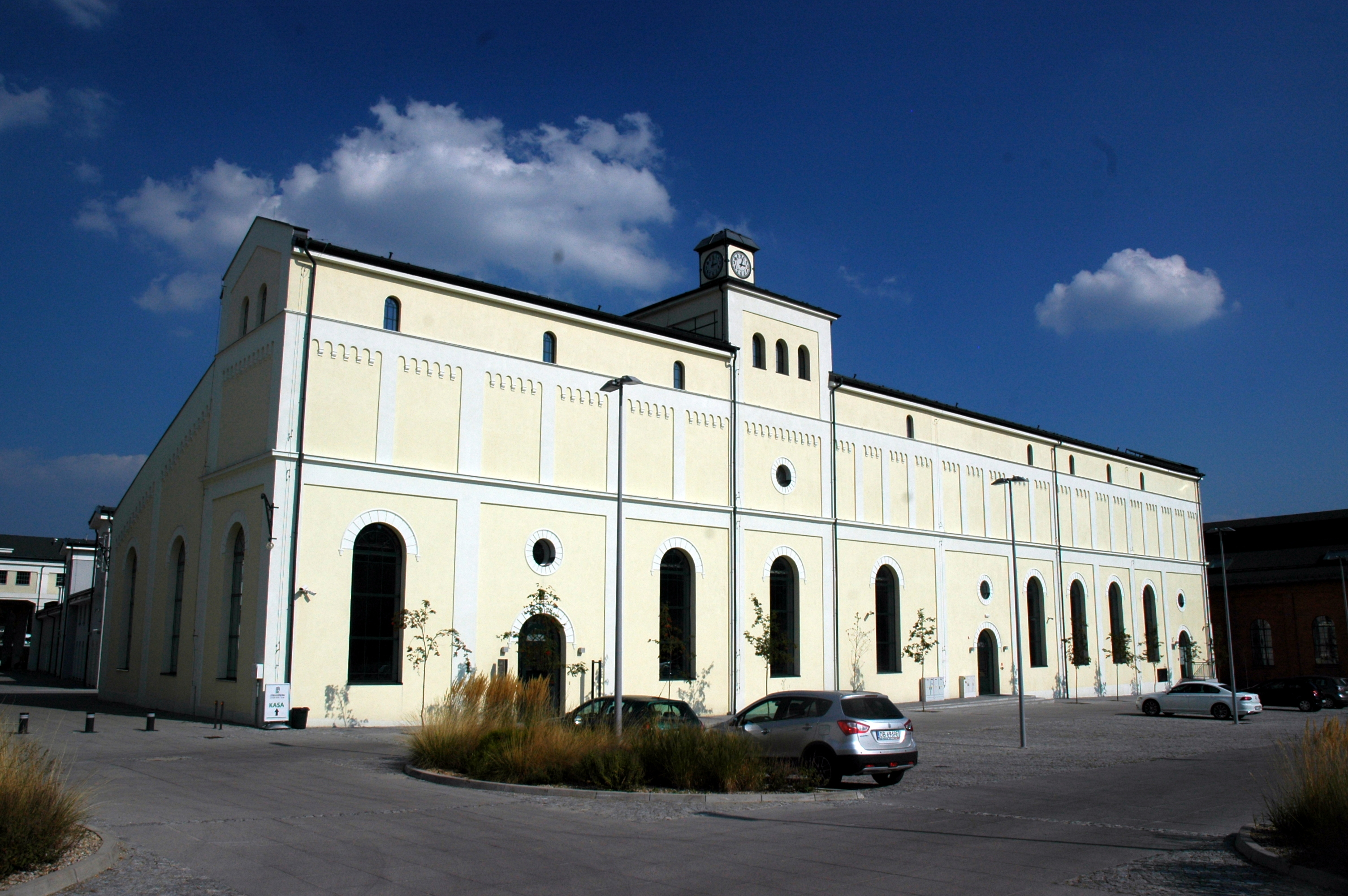
L’un des bâtiments dans la vieille mine

Le centre des Sciences et des Arts – la Vieille Mine à Wałbrzych est un musée polonais situé dans l’ancienne mine de charbon « Julia » de Wałbrzych (Silésie). Il a ouvert le 9 novembre 2014, après l’extension importante du musée de l’Industrie et de la Technique, situé là-bas dès 1999. La Vieille Mine a été inscrite en 2015 sur la liste de la route européenne du patrimoine industriel – ERIH.

## Établissements du centre des Sciences et des Arts «la Vieille Mine»
Le centre se compose de quelques établissements :
- Le musée de l’Industrie et de la Technique

La plupart des objets appartenant à la vieille mine, tels que la lampisterie, la machine d’extraction, la partie haute du puits de mine « Julie », les ateliers mécaniques et la place de la mine avec les locomotives et les chariots sont mis à disposition des visiteurs. À l’avenir, il est prévu d’ouvrir au public la partie de « la galerie de renard » du XVIIIe siècle, située à une profondeur de 30 mètres. Le musée est accessible uniquement dans le cadre d’une visite guidée, de plus, il est accessible aux personnes handicapées.
- le centre de la Céramique unique, dans un bâtiment post-industriel,
- la galerie d’Art contemporain,
- le siège du centre culturel de Wałbrzych (WOK)
- le siège de l’Ensemble national de chant et de danse « Wałbrzych »
- les sièges des organisations non gouvernementales et des institutions culturelles dans l’ancienne mine de charbon « Julie ».

## Historique de la mine

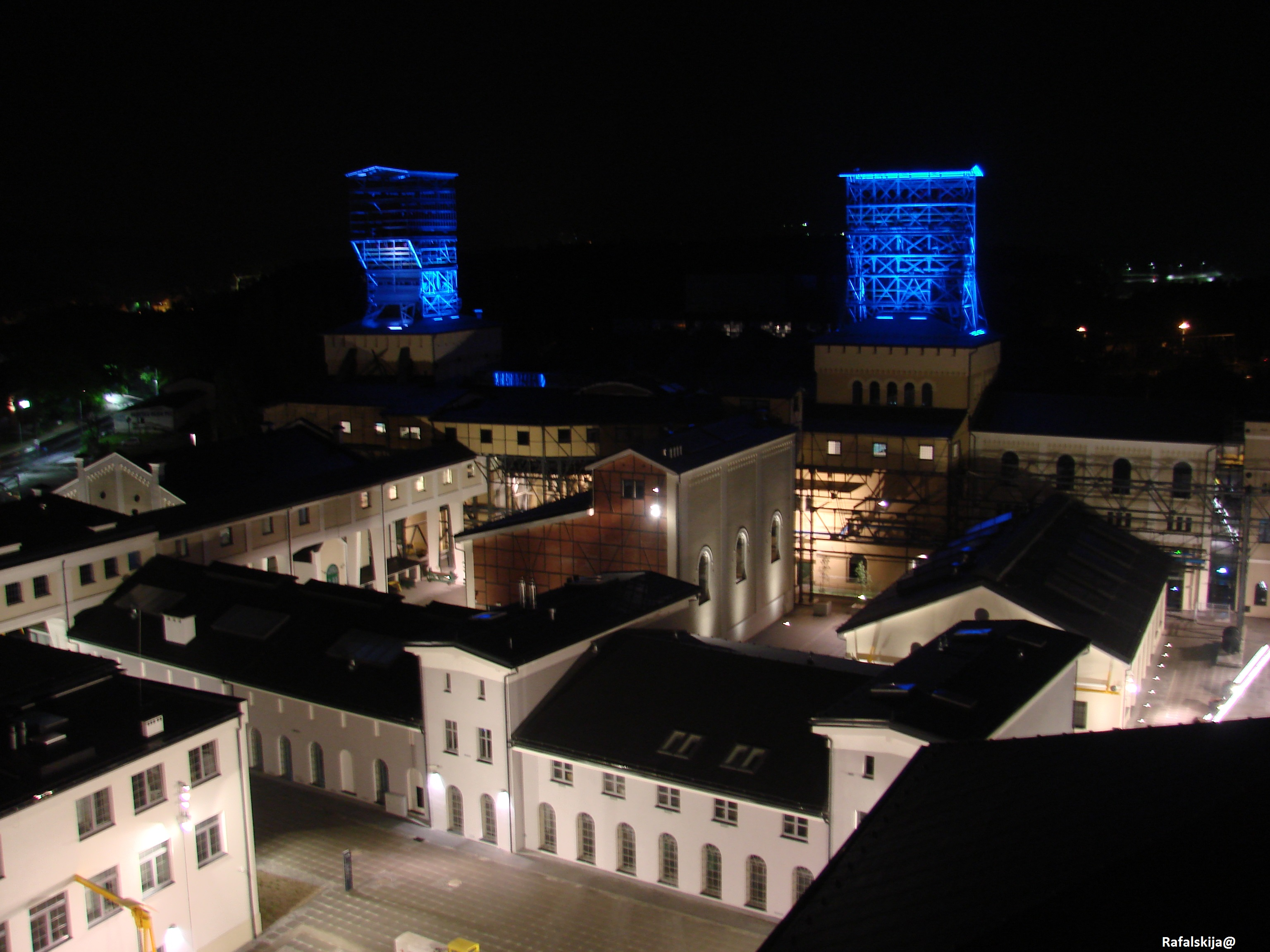
La vieille mine – le Centre de la science et des arts à Wałbrzych – après la reconstruction

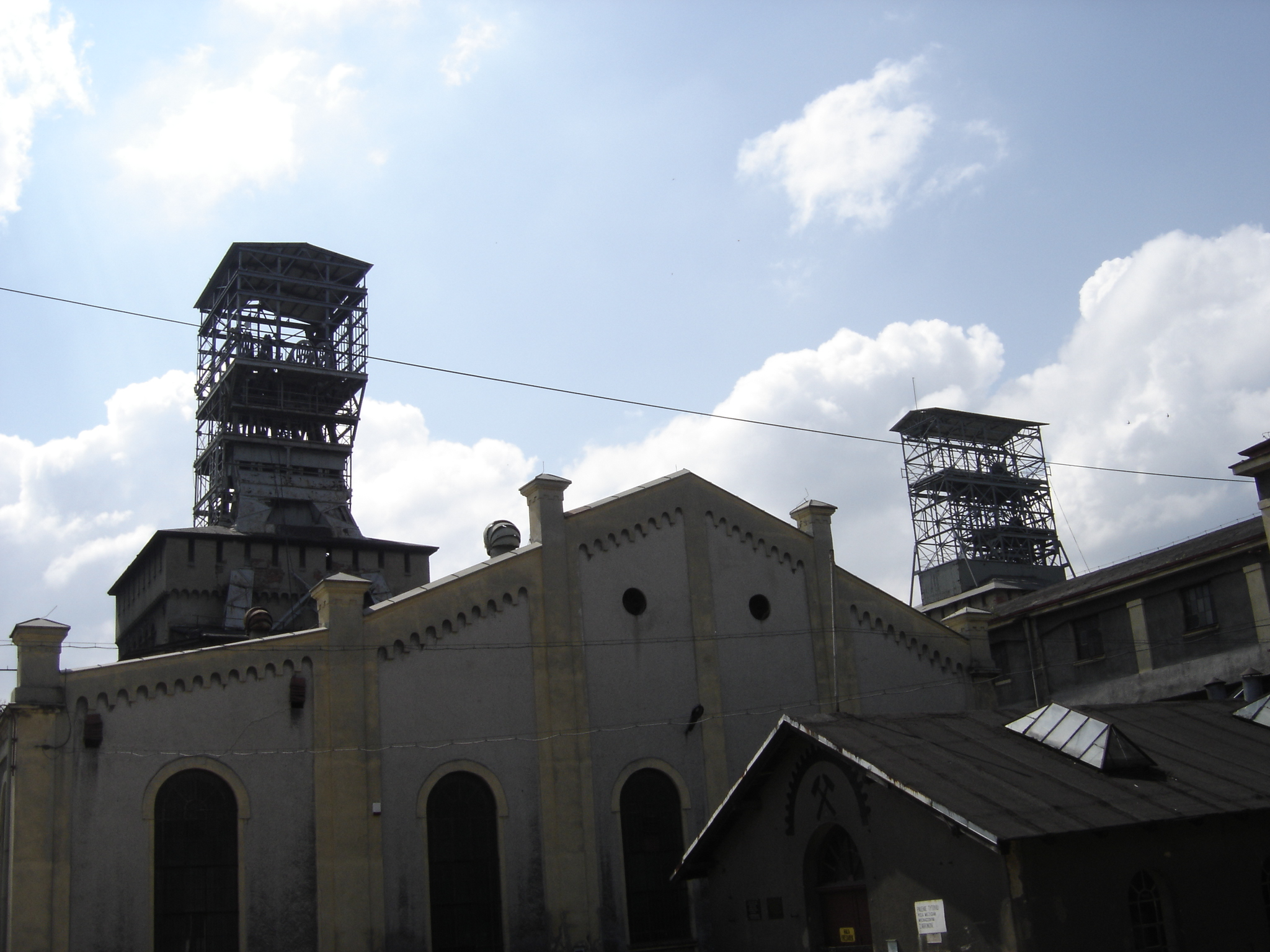
Les chevalements de puits Julia (à gauche) et Sobótka (à droite)

En 1770, à l’Office supérieur des mines à Złoty Stok, la mine de charbon a été enregistrée sous le nom de « Fuchs ». Elle était née de la fusion de quelques mines plus petites existant dans la commune de Biały Kamień depuis le XVIe siècle. La société minière enregistrée, l’exploitation du charbon s’est produite dans les carrières par les galeries et les puits de mine. En 1867, on a décidé d’approfondir le puits « Julius » (« Julia » d’aujourd’hui), dont la profondeur finale était de 611 mètres. Deux ans plus tard, on a créé le deuxième puits de mine « Ida » (« Sobótka » d’aujourd’hui) à 55 mètres du premier puits. Le raval du puits a duré jusqu’en 1946. À ce moment-là, le puits a atteint la profondeur de 443 mètres et ouvert cinq niveaux d’exploitation (10 couches de charbon). Comme une machine d’extraction, on utilisait un ascenseur de deux niveaux (soi-disant « skip ») qui pouvait tenir deux chariots à chaque niveau. La capacité de la machine atteignait trois tonnes.
En 1999, on a bouché environ 400 mètres du puits avec la pierre (on a laissé environ 50 mètres du niveau de la surface pour pouvoir descendre à « la galerie de renard »). En 1907, on a agrandi la zone minière par le rattachement de la mine « David » qui exploitait du charbon du district voisin de Konradów, et en 1931, on a rattaché la mine « Segen Gottes » (le district Stary Zdrój). Après la fin de la Seconde Guerre mondiale, la mine « Fuchs » est passée sous la gestion de la Pologne et elle a été renommée « Julia ». Entre 1946 et 1949, elle a porté le nom « la Pierre Blanche » (en polonais : Biały Kamień), et ensuite entre 1950 et 1993 – « Thorez » (à l’honneur de Maurice Thorez, homme politique communiste français). En 1993, elle a repris le nom « Julia ».
Dans la mine, on exploitait les couches du charbon de Wałbrzych et l’extraction annuelle oscillait entre 650 mille et 800 mille tonnes. Faute de rentabilité, la mine a été mise en liquidation en 1990. Le dernier chariot avec du charbon est remonté à la surface le 2 septembre 1996, et le 17 septembre 1998, on a fini la liquidation des tunnels.

### La création du musée
Le 26 août 1999, le conseil municipal de Wałbrzych a adopté la résolution concernant la création de la filiale du musée de Wałbrzych (par la modification du statut). Le 31 décembre de la même année, le conseil municipal a remis gratuitement la mine « Julia » pour y créer la filiale du musée de l’Industrie et de la Technique. Le 6 avril 2001, le voïvode de Basse-Silésie a fait gratuitement le transfert de la propriété de la mine « Julia » (le terrain et les bâtiments avec l’équipement) à la commune de Wałbrzych pour y créer le musée.
Le 17 septembre 2004, le Bureau de la protection des monuments historiques à Wrocław a inscrit le complexe de 14 installations de la mine au registre des monuments historiques de Basse-Silésie.

## Objets historiques
Les chevalements d’extraction des puits « Julius » (« Julia » d’aujourd’hui) et « Ida » (« Sobótka » d’aujourd’hui), fait en pierre et ressemblant aux tours fortifiées, ont survécu jusqu’aujourd’hui. Ils ont été faits de style classique-renaissance. Ce type de tours a été répandu dans les années 1850 dans les mines souterraines à cause de leur construction massive qui pouvait supporter les machines et les matériaux extraits. Après la guerre de Crimée, ce type des chevalements a été nommé « Malakoff-Turm » (le nom vient d’une forteresse « Malakov », dite aussi « Malakhov » à Sébastopol). À la fin du XIXe siècle on y a incorporé les tours d’acier, conformément aux tendances de l’époque (« Julius » en 1893 et « Ida » en 1903).
Au cours de l’approfondissement des deux puits, on a construit une chaudière sous la forme de la tour avec les petites tours autour d’elle. Ce bâtiment de trois étages et de 15 mètres a été construit sur la fondation en pierre. En 1885, la chaudière a été supprimée, et l’intérieur du bâtiment a été adapté au bain et à la laverie. Au troisième étage, il y avait la plate-forme pour les chariots de la partie haute du puits. En 1915, au voisinage du bâtiment, on a construit le nouveau bain pour les mineurs, et les salles près de puits ont été transformées en bain pour les femmes qui ont travaillé dans l’usine de tri du charbon, en laverie et en magasins.
En outre, sur le territoire de l’ancienne mine, il y a des ateliers mécaniques de 1872, les machines d’extraction du puits « Sobótka » de 1912 avec un outillage, l’usine de tri de 1888, la laveuse et la flottation du charbon d’entre 1902 et 1914.

## La mine historique «Julia»
- Le bain,
- La lampisterie avec la salle de contrôle et la maquette de la galerie de renard,
- Les machines d’extraction du puits « Julia » de 1911,
- Les machines de l’atelier mécanique,
- Les machines de grande taille et les machines pour le transport minier,
- La tour d’observation construite sur le site de l’ancienne tour de refroidissement
- Le tunnel de la livraison de pierre – avec les machines minières pour le façonnement et le chargement du charbon

## Galerie de renard

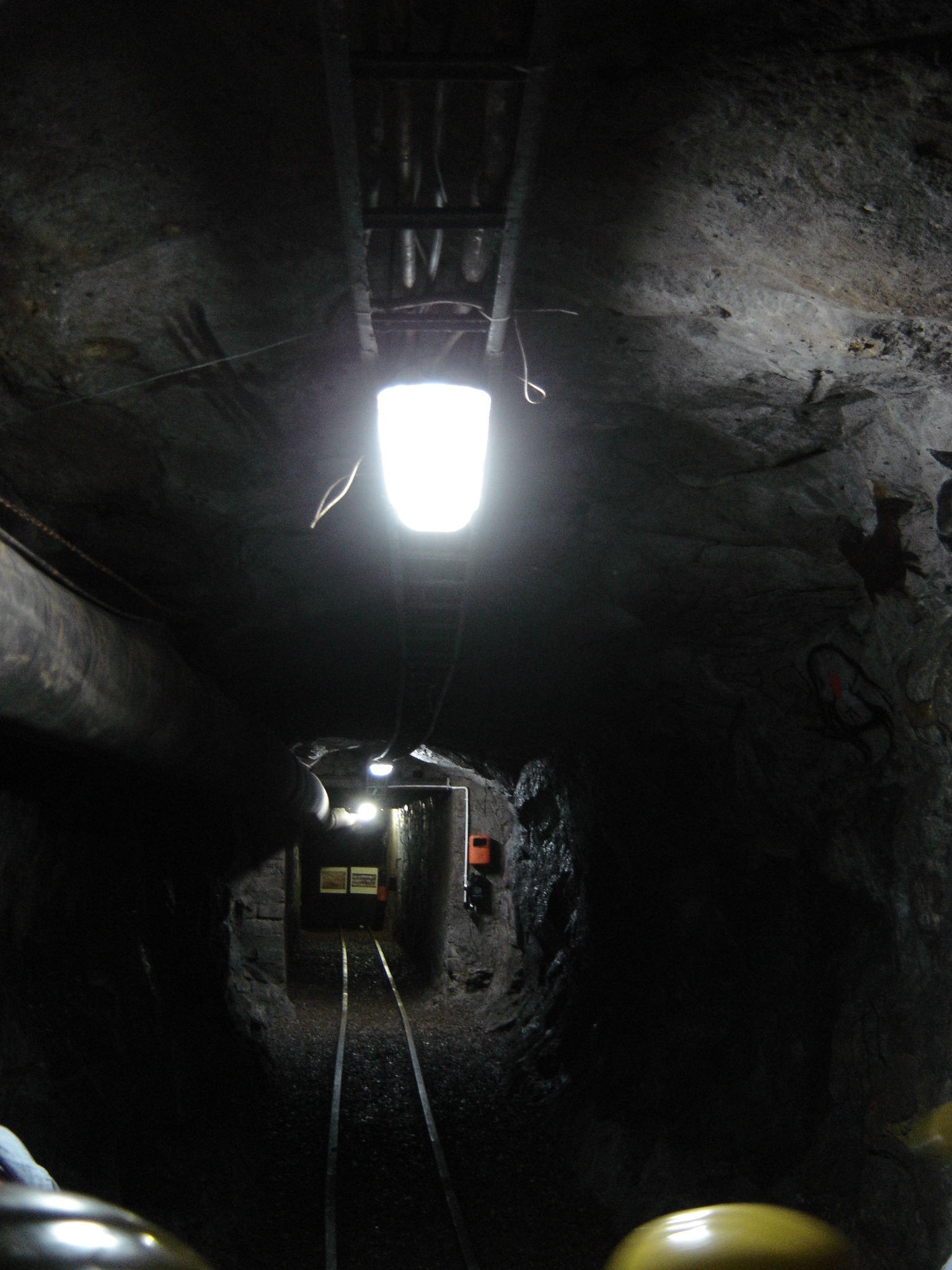
La galerie de renard en 2008

L’un des objets les plus intéressants appartenant au musée c’est la galerie dite « la galerie de renard ». Sa particularité vient du fait qu’elle a été remplie de l’eau jusqu’à la hauteur d’un mètre, et le transport du charbon a été effectué par les bateaux. C’était la première galerie souterraine en Europe adaptée à ce type de transport du charbon, ce qui constituait un grand progrès technique au XVIIIe siècle. On a commencé à créer la galerie de renard (située à la colline de renard – d’où son nom) en 1791 sur l’altitude de 410 m. Lorsque la galerie a atteint 655 m de longueur, on a arrêté les travaux de construction pour commencer à creuser les tunnels dans les couches de charbon. En septembre 1794, on a accumulé de l’eau jusqu’au niveau d’un mètre en construisant le barrage. Friedrich Wilhelm von Reden (en ce moment-là, le directeur de l’Office supérieur des mines à Wrocław) était l’initiateur des travaux et de l’idée du transport du charbon dans les bateaux. Il avait connu cette méthode de l’extraction du charbon pendant son séjour dans la région du massif Harz, où en 1777 son oncle Claus Friedrich von Reden avait commencé la construction de la galerie pareille dans les mines de cette région. L’ouverture officielle de la galerie a eu lieu le 18 septembre 1794. On l’a commémoré avec la plaque en pierre avec une inscription gravée. Reden lui-même est entré à la galerie en dirigeant le premier bateau, tandis que le premier bateau sortant de la galerie a été chargé de charbon.

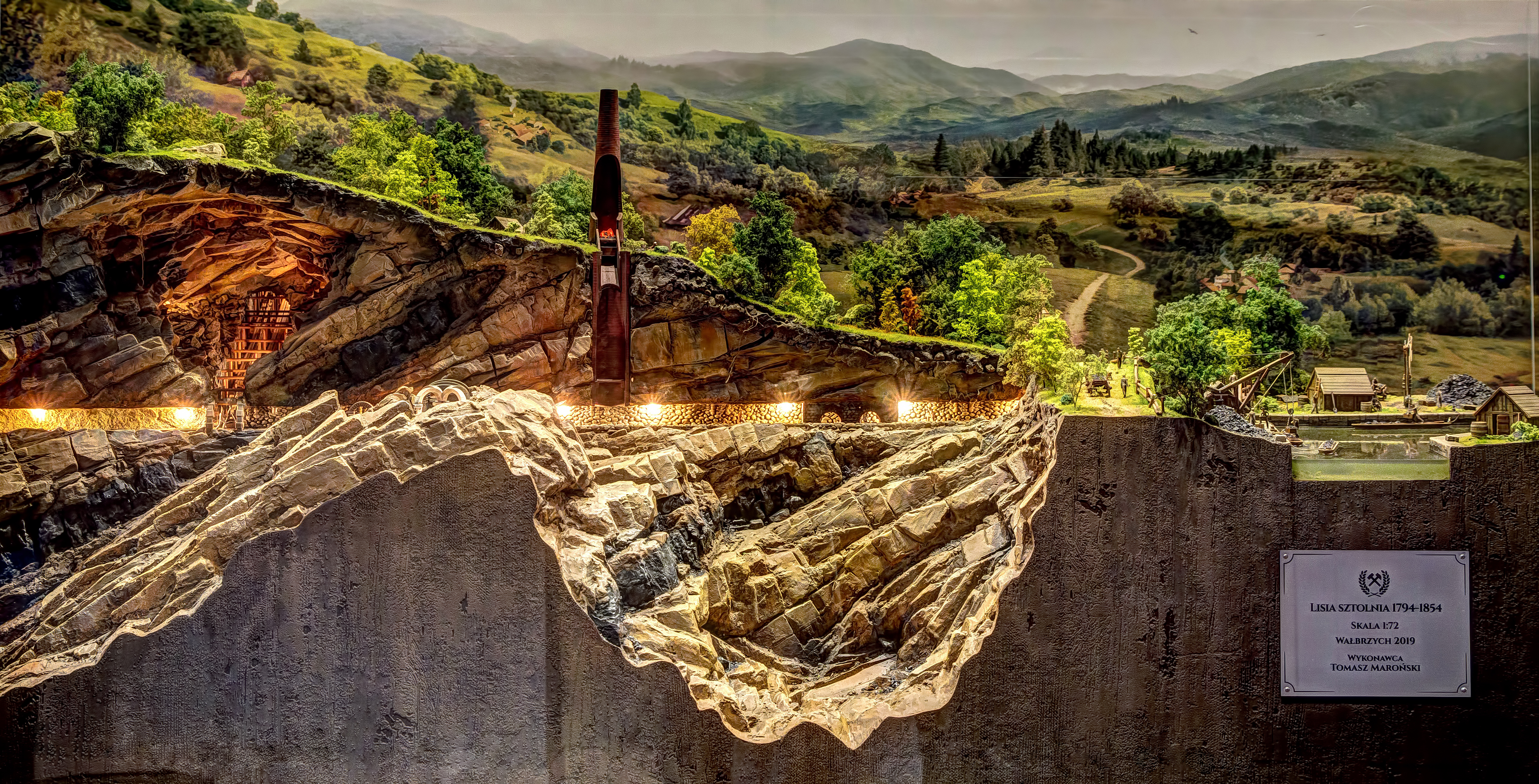
La maquette de la galerie de renard – Tomasz Maroński 2019

La galerie a été creusée jusqu’à 1821. Elle coupait les roches (telles que les conglomérats, les grès ou les shales) en donnant l’accès à 12 couches du charbon de l’épaisseur d’entre 0,9 et 2,9 m. Selon la situation minière et géologique, on a utilisé le revêtement mural de pierre (46%) ou de bois (17%). Dans les endroits avec les roches dures, on n’a utilisé aucun revêtement. Au cours des travaux, on faisait les lucarnes tous les 100–200 m pour améliorer la ventilation (aujourd’hui, les lucarnes sont renfermées). La longueur totale de la galerie était de 1593 m, sa largeur atteignait 2,7 m et sa hauteur – 2,9 m. Tous les 300 m, le tunnel a été élargi jusqu’au 3,8 m pour permettre aux bateaux faisant les trajets dans les directions opposées de se croiser. À la période finale (en 1854) le tunnel de navigation (pour le trafic des bateaux) a atteint la longueur de 2100 m. Un cycle de circulation du bateau durait d’environ 3 heures. La capacité journalière de la galerie avec ce type d’extraction était d’environ 100 tonnes. Pour faciliter le déchargement du charbon (réalisé en grande partie manuellement), à la sortie de la galerie on a construit le bassin du port de la superficie d’environ 650 m2 avec les quais bien équipés, qui pouvait contenir 50 bateaux. En 1854, une forte demande de charbon a provoqué la décision d’extraire l’eau, construire la route et introduire les chevaux pour qu’ils tirent les chariots. Grâce à ces actions la capacité a augmenté à 480 tonnes par jour. En 1867 on a approfondi le puits « Julia » jusqu’au niveau de la galerie, ce qui a permis d’extraire les matériaux par le puits. La galerie a cessé d’être utilisée comme la voie de transport et la même année, on a construit un barrage. Dès le début du fonctionnement de la galerie, elle était ouverte au public. Les visiteurs, c’étaient entre autres Frédéric-Guillaume III avec sa femme Frédérique-Louise (en 1801), ambassadeur des États-Unis à Berlin John Quincy Adams (futur président), la femme d’empereur Nicolas Ierr – Alexandra Féodorovna (en 1838) et la duchesse Izabela Czartoryska (en 1816), qui a décrit la galerie et la façon de la visiter dans les mémoires Dyliżansem po Dolnym Śląsku.
Le 26 mai 1961, la galerie de renard a été inscrite au registre des monuments en tant que le monument exceptionnel de la technique, témoignant de l’histoire de l’exploitation minière de Wałbrzych.
Après la création de la filiale du musée de l’Industrie et de la Technique sur le terrain de la mine « Julia » près du musée régional de Wałbrzych en 1995, on a exploré la galerie de renard dans le cadre de leur adaptation au tourisme. Seulement 340 m de la galerie était dégagé. Entre 2000 et 2001 on l’a dégagé et reconstruit à la longueur de 1302 m. On a envisagé entre autres la construction de l’ascenseur dans le puits Sobótka pour permettre aux touristes de descendre de la surface au niveau de la galerie de renard et la construction du canal pour introduire le transport en bateaux[réf. nécessaire]. En même temps, on a constaté que le niveau de la galerie a considérablement baissé (même de 13,21 m) à cause de l’exploitation des couches inférieures du charbon.
En 2001, l’entreprise « les mines du charbon de Wałbrzych en liquidation » a modifié le projet de la protection des objets de la ville contre les inondations des mines souterraines, pour réaliser des économies de coûts. Cependant, il s’est avéré que la plus grande partie de la voie sera quand même inondée. C’est pourquoi le musée à Wałbrzych a ouvert pour le trafic piétonnière seulement un segment de la route menant à la sortie de la galerie (210 m) et le segment de la route du côté de la rue Reja (69 m). À la suite des fortes précipitations, la galerie a été inondée déjà en août de la même année. L’objet a été fermé pour les visites de touristes.
En même temps, la ventilation a détériorisé, le dioxyde de carbone a commencé à s’accumuler et le niveau de l’oxygène a baissé. La situation avait les effets tragiques en 2014, quand les deux voleurs de ferraille se sont asphyxiés dans la galerie, officiellement fermée. Le projet de rénovation a été suspendu. Aujourd’hui (2021), l’entrée à la galerie de renard est sécurisée et la galerie est fermée. Au-dessus de la galerie, on a construit le viaduc du contournement ouest de Wałbrzych[réf. nécessaire]. Depuis 2019, sur le parcours des visiteurs du musée il y a une maquette détaillée de la galerie de renard.